# Sarcophaga amita
Sarcophaga amita är en tvåvingeart som beskrevs av Camillo Rondani 1860. Sarcophaga amita ingår i släktet Sarcophaga och familjen köttflugor.
Artens utbredningsområde är Italien. Inga underarter finns listade i Catalogue of Life.